# Satz von Leighton
Der Satz von Leighton ist ein Lehrsatz aus dem mathematischen Gebiet der Graphentheorie.

Überlagerung von Graphen: C ist eine 2-fache Überlagerung von H.

Überlagerung von Graphen: T ist eine unendliche Überlagerung von H.

Er wurde von Dana Angluin und A. Gardiner für reguläre Graphen und von Frank Thomson Leighton im allgemeinen Fall bewiesen. Hyman Bass und Ravi Kulkarni gaben einen Beweis im Rahmen der Bass-Serre-Theorie.

## Satz von Leighton
Wenn zwei endliche Graphen eine gemeinsame Überlagerung haben, dann haben sie eine gemeinsame endliche Überlagerung.